# Werkgroep B-H-V
De Werkgroep B-H-V is een samenwerkingsverband van de Vlaamse Volksbeweging, het Halle-Vilvoorde Komitee en het Taal Aktie Komitee, werkend onder auspiciën van het Overlegcentrum van Vlaamse Verenigingen. Met het oog op de Belgische federale verkiezingen van 10 juni 2007 zette zij een campagne op om de splitsing van het kiesarrondissement Brussel-Halle-Vilvoorde door te voeren. Onder de slagzin “Burgerzin” riep de Werkgroep de Vlamingen op om niet mee te werken aan de organisatie van de verkiezingen als zij zouden worden opgeroepen voor stembureaus of telbureaus. Zij werkte daarbij nauw samen met de burgemeesters die zich verzetten tegen de verkiezingen zonder de splitsing van het kiesarrondissement Brussel-Halle-Vilvoorde. Zij eist dat ook het gerechtelijk arrondissement Brussel (=B-H-V) gesplitst zou worden, omdat een splitsing garant zou staan voor een beter bestuur van rechtbanken, parketten en politie.
Van alle mensen die principieel weigerden mee te werken aan de organisatie van de verkiezingen werden er 185 effectief opgeroepen om te zetelen, hetzij als voor- of bijzitter van een bureau. Zij riskeren gerechtelijke vervolging, een geldboete en een vermelding in het strafregister.
Om druk op de politici te zetten vroeg de Werkgroep om bezwaarschriften in te dienen teneinde de parlementsverkiezingen van 10 juni 2007 ongrondwettig en bijgevolg ongeldig te verklaren. 